# Juho Sunila
Pour les articles homonymes, voir Sunila.
Johan Emil Sunila dit Juho Sunila (né le 16 août 1875 à Liminka mort le 2 octobre 1936 à Helsinki) est un homme d'État finlandais. Il est premier ministre de Finlande à deux reprises de décembre 1927 à décembre 1928 et de mars 1931 à décembre 1932,.

## Biographie
Fils d'un agriculteur d'Ostrobotnie du Nord, il fait des études d'agronomie en 1898 au collège agricole de Mustiala. Il enseigne l'agronomie à  l'Université d'Helsinki à partir de 1915. Il rejoint le parti agraire dans les années 1920 et en devient un de ses leaders. 
Il est ministre de l'agriculture à trois reprises (gouvernements Kallio I, Tulenheimo, Kallio II).
Dans l'intervalle, il est président de la commission de l'agriculture. Il est nommé premier ministre du gouvernement Sunila I le 17 décembre 1927, mandat qu'il occupe jusqu'au 22 décembre 1928. Il est président de la commission des affaires étrangères en 1930 et élu la même année président du parlement de Finlande. 
Il est de nouveau premier ministre du gouvernement Sunila II du 21 mars 1931 au 14 décembre 1932.
De septembre 1922 à septembre 1927 et d'août 1929 à août 1933, il siège au parlement de Finlande dans le groupe agrarien.